# Sleep Token/Diskografie
Diese Diskografie ist eine Übersicht über die musikalischen Werke der britischen Rockband Sleep Token. Den Schallplattenauszeichnungen zufolge hat sie bisher mehr als 927.500 Tonträger verkauft. Ihre erfolgreichste Veröffentlichung ist die Single The Summoning mit über 700.000 verkauften Einheiten.

## Alben

### Studioalben
| Jahr | Titel Musiklabel                                         | Höchstplatzierung, Gesamtwochen, AuszeichnungChartplatzierungen (Jahr, Titel, Musiklabel, Platzierungen, Wochen, Auszeichnungen, Anmerkungen) | Höchstplatzierung, Gesamtwochen, AuszeichnungChartplatzierungen (Jahr, Titel, Musiklabel, Platzierungen, Wochen, Auszeichnungen, Anmerkungen) | Höchstplatzierung, Gesamtwochen, AuszeichnungChartplatzierungen (Jahr, Titel, Musiklabel, Platzierungen, Wochen, Auszeichnungen, Anmerkungen) | Höchstplatzierung, Gesamtwochen, AuszeichnungChartplatzierungen (Jahr, Titel, Musiklabel, Platzierungen, Wochen, Auszeichnungen, Anmerkungen) | Höchstplatzierung, Gesamtwochen, AuszeichnungChartplatzierungen (Jahr, Titel, Musiklabel, Platzierungen, Wochen, Auszeichnungen, Anmerkungen) | Höchstplatzierung, Gesamtwochen, AuszeichnungChartplatzierungen (Jahr, Titel, Musiklabel, Platzierungen, Wochen, Auszeichnungen, Anmerkungen) | Anmerkungen                                                |
| Jahr | Titel Musiklabel                                         | DE | AT | CH | UK | US | Rock | Anmerkungen                                                |
| ---- | -------------------------------------------------------- | --- | --- | --- | --- | --- | --- | ---------------------------------------------------------- |
| 2019 | Sundowning Spinefarm Records (UMG)                       | — | — | — | UK— SilberUK | — | — | Erstveröffentlichung: 21. November 2019 Verkäufe: + 60.000 |
| 2021 | This Place Will Become Your Tomb Spinefarm Records (UMG) | DE37 a (2 Wo.)DE | — | — | UK39 (1 Wo.)UK | — | — | Erstveröffentlichung: 24. September 2021                   |
| 2023 | Take Me Back to Eden Spinefarm Records (PIAS)            | DE5 (5 Wo.)DE | AT12 (1 Wo.)AT | CH24 (1 Wo.)CH | UK3 Gold · (7 Wo.)UK | US16 (24 Wo.)US | Rock4 (… Wo.)Rock | Erstveröffentlichung: 19. Mai 2023 Verkäufe: + 107.500     |
| 2025 | Even in Arcadia RCA Records (Sony)                       | DE1 (… Wo.)DE | AT1 (11 Wo.)AT | CH2 (6 Wo.)CH | UK1 Silber · (… Wo.)UK | US1 (… Wo.)US | Rock1 (… Wo.)Rock | Erstveröffentlichung: 9. Mai 2025 Verkäufe: + 60.000       |

### EPs
| Jahr | Titel Musiklabel         | Anmerkungen                            |
| ---- | ------------------------ | -------------------------------------- |
| 2016 | One Selbstverlag         | Erstveröffentlichung: 2. Dezember 2016 |
| 2017 | Two Basick Records (BSK) | Erstveröffentlichung: 21. Juli 2017    |

## Singles
| Jahr | Titel Album                                        | Höchstplatzierung, Gesamtwochen, AuszeichnungChartplatzierungen (Jahr, Titel, Album, Platzierungen, Wochen, Auszeichnungen, Anmerkungen) | Höchstplatzierung, Gesamtwochen, AuszeichnungChartplatzierungen (Jahr, Titel, Album, Platzierungen, Wochen, Auszeichnungen, Anmerkungen) | Höchstplatzierung, Gesamtwochen, AuszeichnungChartplatzierungen (Jahr, Titel, Album, Platzierungen, Wochen, Auszeichnungen, Anmerkungen) | Höchstplatzierung, Gesamtwochen, AuszeichnungChartplatzierungen (Jahr, Titel, Album, Platzierungen, Wochen, Auszeichnungen, Anmerkungen) | Höchstplatzierung, Gesamtwochen, AuszeichnungChartplatzierungen (Jahr, Titel, Album, Platzierungen, Wochen, Auszeichnungen, Anmerkungen) | Höchstplatzierung, Gesamtwochen, AuszeichnungChartplatzierungen (Jahr, Titel, Album, Platzierungen, Wochen, Auszeichnungen, Anmerkungen) | Anmerkungen                                              |
| Jahr | Titel Album                                        | DE | AT | CH | UK | US | Rock | Anmerkungen                                              |
| --- | -------------------------------------------------- | --- | --- | --- | --- | --- | --- | -------------------------------------------------------- |
| 2016 | Thread the Needle One                              | — | — | — | — | — | — | Erstveröffentlichung: 8. September 2016                  |
| 2017 | Calcutta Two                                       | — | — | — | — | — | — | Erstveröffentlichung: 20. Mai 2017                       |
| 2017 | Nazareth Two                                       | — | — | — | — | — | — | Erstveröffentlichung: 19. Juni 2017                      |
| 2018 | Jaws –                                             | — | — | — | — | — | — | Erstveröffentlichung: 4. Juni 2018                       |
| 2018 | Hey Ya! –                                          | — | — | — | — | — | — | Erstveröffentlichung: 17. August 2018 Original: OutKast  |
| 2018 | The Way That You Were –                            | — | — | — | — | — | — | Erstveröffentlichung: 8. Oktober 2018                    |
| 2019 | The Night Does Not Belong to God Sundowning        | — | — | — | — | — | — | Erstveröffentlichung: 20. Juni 2019                      |
| 2021 | The Love You Want This Place Will Become Your Tomb | — | — | — | — | — | — | Erstveröffentlichung: 8. Juni 2021                       |
| 2021 | Alkaline This Place Will Become Your Tomb          | — | — | — | — | — | — | Erstveröffentlichung: 18. Juni 2021                      |
| 2021 | Fall for Me This Place Will Become Your Tomb       | — | — | — | — | — | — | Erstveröffentlichung: 17. September 2021                 |
| 2022 | Is It Really You? –                                | — | — | — | — | — | — | Erstveröffentlichung: 4. Januar 2022 mit Loathe          |
| 2023 | Chokehold Take Me Back to Eden                     | — | — | — | — | — | Rock37 (… Wo.)Rock | Erstveröffentlichung: 5. Januar 2023                     |
| 2023 | The Summoning Take Me Back to Eden                 | — | — | — | UK— SilberUK | US— GoldUS | Rock22 (… Wo.)Rock | Erstveröffentlichung: 6. Januar 2023 Verkäufe: + 700.000 |
| 2023 | Granite Take Me Back to Eden                       | — | — | — | — | — | Rock38 (… Wo.)Rock | Erstveröffentlichung: 18. Januar 2023                    |
| 2023 | Aqua Regia Take Me Back to Eden                    | — | — | — | — | — | — | Erstveröffentlichung: 20. Januar 2023                    |
| 2023 | Vore Take Me Back to Eden                          | — | — | — | — | — | — | Erstveröffentlichung: 15. Februar 2023                   |
| 2023 | DYWTYLM Take Me Back to Eden                       | — | — | — | — | — | — | Erstveröffentlichung: 20. April 2023                     |
| 2025 | Emergence Even in Arcadia                          | — | — | — | UK17 (7 Wo.)UK | US57 (4 Wo.)US | Rock7 (… Wo.)Rock | Erstveröffentlichung: 13. März 2025                      |
| 2025 | Caramel Even in Arcadia                            | — | — | — | UK10 (9 Wo.)UK | US34 (5 Wo.)US | Rock6 (… Wo.)Rock | Erstveröffentlichung: 4. April 2025                      |
| 2025 | Damocles Even in Arcadia                           | — | — | — | UK25 (2 Wo.)UK | US47 (2 Wo.)US | Rock11 (… Wo.)Rock | Erstveröffentlichung: 25. April 2025                     |
| Folgende Lieder erschienen nicht als Single, wurden aber durch das Album zum Download und Streaming bereitgestellt und konnten somit eine Platzierung erlangen: |                                                    | | | | | | |                                                          |
| |                                                    | | | | | | |                                                          |
| 2023 | Take Me Back to Eden                               | — | — | — | — | — | Rock29 (… Wo.)Rock | Charteinstieg: 3. Juni 2023                              |
| 2023 | Ascensionism Take Me Back to Eden                  | — | — | — | — | — | Rock33 (… Wo.)Rock | Charteinstieg: 3. Juni 2023                              |
| 2023 | Rain Take Me Back to Eden                          | — | — | — | — | — | Rock36 (… Wo.)Rock | Charteinstieg: 3. Juni 2023                              |
| 2023 | The Apparition Take Me Back to Eden                | — | — | — | — | — | Rock41 (… Wo.)Rock | Charteinstieg: 3. Juni 2023                              |
| 2025 | Even in Arcadia                                    | — | — | — | UK31 (2 Wo.)UK | US61 (1 Wo.)US | Rock14 (… Wo.)Rock | Charteinstieg: 22. Mai 2025                              |
| 2025 | Look to Windward Even in Arcadia                   | — | — | — | UK38 (1 Wo.)UK | US66 (1 Wo.)US | Rock15 (… Wo.)Rock | Charteinstieg: 22. Mai 2025                              |
| 2025 | Dangerous Even in Arcadia                          | — | — | — | — | US56 (1 Wo.)US | Rock11 (… Wo.)Rock | Charteinstieg: 20. Mai 2025                              |
| 2025 | Past Self Even in Arcadia                          | — | — | — | — | US70 (1 Wo.)US | Rock17 (… Wo.)Rock | Charteinstieg: 20. Mai 2025                              |
| 2025 | Gethsemane Even in Arcadia                         | — | — | — | — | US75 (1 Wo.)US | Rock19 (… Wo.)Rock | Charteinstieg: 20. Mai 2025                              |
| 2025 | Provider Even in Arcadia                           | — | — | — | — | US77 (1 Wo.)US | Rock20 (… Wo.)Rock | Charteinstieg: 20. Mai 2025                              |
| 2025 | Infinite Baths Even in Arcadia                     | — | — | — | — | US100 (1 Wo.)US | Rock24 (… Wo.)Rock | Charteinstieg: 20. Mai 2025                              |

## Musikvideos
| Jahr | Titel                 | Regie         |
| ---- | --------------------- | ------------- |
| 2016 | Thread the Needle     |               |
| 2016 | Fields of Elation     |               |
| 2017 | Calcutta              |               |
| 2018 | Jaws                  |               |
| 2018 | The Way That You Were |               |
| 2020 | Blood Sport           |               |
| 2021 | Alkaline              |               |
| 2021 | The Love You Want     |               |
| 2021 | Fall for Me           |               |
| 2023 | Chokehold             | Jake Johnston |
| 2023 | The Summoning         | Jake Johnston |
| 2023 | Granite               | Jake Johnston |
| 2023 | Aqua Regia            | Jake Johnston |
| 2025 | Caramel               |               |

## Promoveröffentlichungen
| Jahr | Titel Album         | Anmerkungen                           |
| ---- | ------------------- | ------------------------------------- |
| 2019 | Higher Sundowning   | Erstveröffentlichung: 15. August 2019 |
| 2019 | Take Aim Sundowning | Erstveröffentlichung: 29. August 2019 |

## Statistik

### Chartauswertung
|                     | DE    | AT    | CH    | UK    | US    | Rock      |
| ------------------- | ----- | ----- | ----- | ----- | ----- | --------- |
| Nummer-eins-Alben   | DE1DE | AT1AT | CH—CH | UK1UK | US1US | Rock1Rock |
| Top-10-Alben        | DE2DE | AT1AT | CH1CH | UK2UK | US1US | Rock2Rock |
| Alben in den Charts | DE3DE | AT2AT | CH2CH | UK3UK | US2US | Rock2Rock |

|                       | DE    | AT    | CH    | UK    | US     | Rock       |
| --------------------- | ----- | ----- | ----- | ----- | ------ | ---------- |
| Nummer-eins-Singles   | DE—DE | AT—AT | CH—CH | UK—UK | US—US  | Rock—Rock  |
| Top-10-Singles        | DE—DE | AT—AT | CH—CH | UK1UK | US—US  | Rock2Rock  |
| Singles in den Charts | DE—DE | AT—AT | CH—CH | UK5UK | US10US | Rock17Rock |

### Auszeichnungen für Musikverkäufe
| Goldene Schallplatte - Neuseeland - 2025: für das Album Take Me Back to Eden |

Anmerkung: Auszeichnungen in Ländern aus den Charttabellen bzw. Chartboxen sind in ebendiesen zu finden.
| Land/RegionAuszeichnungen für Musikverkäufe (Land/Region, Auszeichnungen, Verkäufe, Quellen) | Silber     | Gold     | Platin | Verkäufe | Quellen          |
| -------------------------------------------------------------------------------------------- | ---------- | -------- | ------ | -------- | ---------------- |
| Neuseeland (RMNZ)                                                                            | —          | Gold1    | —      | 7.500    | radioscope.co.nz |
| Vereinigte Staaten (RIAA)                                                                    | —          | Gold1    | —      | 500.000  | riaa.com         |
| Vereinigtes Königreich (BPI)                                                                 | 3× Silber3 | Gold1    | —      | 420.000  | bpi.co.uk        |
| Insgesamt                                                                                    | 3× Silber3 | 3× Gold3 | —      |          |                  |